# Ромбениці
Ромбениці (пол. Rąbienice) — село в Польщі, у гміні Вондрожі-Великі Яворського повіту Нижньосілезького воєводства.
Населення — 46 осіб (2011).
У 1975-1998 роках село належало до Легницького воєводства.

## Демографія
Демографічна структура станом на 31 березня 2011 року:
|          | Загалом | Допрацездатний вік | Працездатний вік | Постпрацездатний вік |
| -------- | ------- | ------------------ | ---------------- | -------------------- |
| Чоловіки | 24      | 8                  | 15               | 1                    |
| Жінки    | 22      | 6                  | 11               | 5                    |
| Разом    | 46      | 14                 | 26               | 6                    |